# 雷弗集团
雷弗集团（德語：REWE Group）是一家总部设于德国科隆的商业及旅游集团，其中REWE一词为“西部交易合作社审计协会（Revisionsverband der Westkauf-Genossenschaften）”的首字母縮略字。企业的核心业务由食品零售及旅游领域组成。雷弗集团旗下最重要的子公司为同样设于科隆的雷弗中央股份公司（REWE-Zentral-AG）以及雷弗中央金融合作社（REWE-Zentralfinanz eG）。

## 历史
1927年成立，该合作社形式的商业集团是由各独立的零售商所组成。在2014财年，雷弗集团的总营业额达511亿欧元，它们是由14814家卖场的合共327548名雇员（其中德国228124人）产生的。雷弗集团也是德国的第二大食品零售商，规模仅次于汉堡的埃德卡集团。